# Lenax
Lenax é uma comuna francesa na região administrativa de Auvérnia-Ródano-Alpes, no departamento Allier. Estende-se por uma área de 27,69 km². Em 2010 a comuna tinha 250 habitantes (densidade: 9 hab./km²).